# راینفرید هربست
راینفرید هربست (به آلمانی: Reinfried Herbst) (زاده ۱۱ اکتبر ۱۹۷۸ در سالزبورگ) اسکی باز اتریشی می‌باشد که در رشته سلالوم فعالیت می‌کند.

## دور قهرمانی‌ها
۹ دور قهرمانی‌ها (۹ اسلالوم)
| تاریخ          | مکان              | دور     |
| -------------- | ----------------- | ------- |
| ۱۱ مارس ۲۰۰۶   | شیگا کوگن         | اسلالوم |
| ۹ فوریه ۲۰۰۸   | گارمیش-پارتنکیرشن | اسلالوم |
| ۱۵ مارس ۲۰۰۸   | بورمیو            | اسلالوم |
| ۱۱ ژانویه ۲۰۰۹ | آدلبودن           | اسلالوم |
| ۲۷ ژانویه ۲۰۰۹ | اشلادمینگ         | اسلالوم |
| ۱۵ نوامبر ۲۰۰۹ | لوی               | اسلالوم |
| ۲۱ دسامبر ۲۰۰۹ | آلتا بادیا        | اسلالوم |
| ۲۶ ژانویه ۲۰۱۰ | اشلادمینگ         | اسلالوم |
| ۳۱ ژانویه ۲۰۱۰ | Kranjska Gora     | اسلالوم |